# Bill Sims
Bill Sims Jr. (Marion, 23 de junio de 1949-2 de febrero de 2019) fue un músico de blues estadounidense.

## Primeros años
Nació y creció en Marion, Ohio, Estados Unidos, y comenzó a tocar el piano a la edad de cuatro años. A los 14 años se volvió profesional y se unió a la banda de rhythm and blues Jacksonian Blues, que dejó para asistir a la Universidad Estatal de Ohio.
En 1971, Sims se unió a otro grupo de rhythm and blues, los Four Mints, influenciado por el doo-wop. Dejó la banda en 1976 para formar The Lamorians, una banda de jazz de vanguardia influenciada por la percusión africana tradicional. En 1988, regresó al blues, fundando Bill Sims and the Cold Blooded Blues Band. Lanzó su álbum debut, Blues Before Sunrise, en 1992, y en 1999, PBS hizo un documental de 10 horas sobre Sims y su familia interracial (con la pareja de Sims, Karen Wilson). Sims lanzó otro álbum para coincidir con esta transmisión. 
Bill Sims Jr. murió el 2 de febrero de 2019, a la edad de 69 años.

## Discografía
- Blues Antes Sunrise (1992)
- Bill Sims (1999)